# Chirembia bourgi
Chirembia bourgi is een insectensoort uit de familie Embiidae, die tot de orde webspinners (Embioptera) behoort. De soort komt voor in Oost-Afrika.
Chirembia bourgi is voor het eerst wetenschappelijk beschreven door Navás in 1923.